# Kamienica przy ul. Waliców 14 w Warszawie

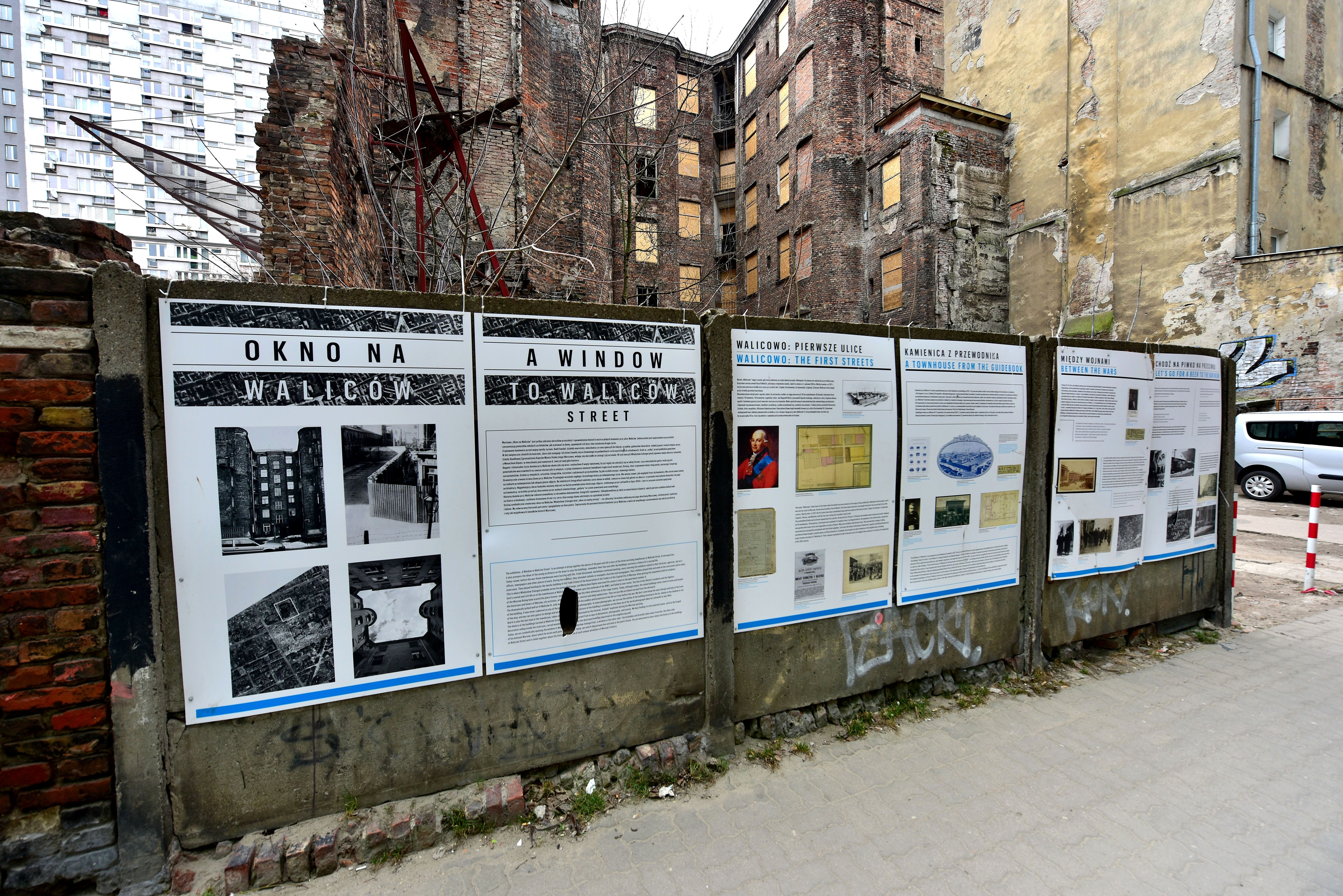
Fragment wystawy Okno na Waliców przed kamienicą (2019)

Kamienica przy ul. Waliców 14 – zabytkowa kamienica znajdująca się na warszawskiej Woli, na terenie osiedla Mirów, przy ul. Waliców 14. 
W kamienicy mieszkał m.in. Władysław Szlengel, poeta warszawskiego getta.

## Opis
Kamienica została zaprojektowana przez Wacława Heppena i Józefa Napoleona Czerwińskiego. Zastosowano w niej stropy Kleina. Siedmioosiowa fasada była zwieńczona trójkątnym szczytem. Na każdej kondygnacji budynku frontowego znajdowały się po dwa mieszkania, a w oficynie po cztery.
Kamienica należała początkowo do Ernestyny Golde.
W lipcu i sierpniu 1913 roku pojawiły się pierwsze ogłoszenia, że dwu-, trzy- i czteropokojowe mieszkania w nowym chrześcijańskim domu, w nowej dzielnicy, z elektrycznością, wannami i kuchniami gazowymi są do wynajęcia. Sugerowano dojazd tramwajem Żelazna-Chłodna. Proponowano też do wynajęcia sklepy suterenowe z mieszkaniem lub bez. Mieścił się tam wtedy m.in. kantor przewozowy Karpińskiego. Dom miał hipotekę numer 6788 i w 1930 roku należał do Zygmunta Mintza. 
Od początku budynek miał szeroką grupę podnajemców. W 1928 roku „Kurier Warszawski” donosił, że policja aresztowała komunistkę Manię Szulman zamieszkałą przy Waliców 14, gdy malowała antypaństwowe hasła na murze. W 1932 roku nastąpił pożar w budynku wywołany zanieczyszczeniem komina, który szybko został ugaszony. Zapaliła się sadza w prawej oficynie i ogień przedostał się na klatkę pierwszego piętra. Budynek należał wtedy do małżeństwa Golec. W 1937 roku prasa odnotowała, że właściciel domu zwrócił się do zarządu Pasty o usunięcie słupa telefonicznego „umieszczonego jakoby” bezprawnie na dachu domu. W związku z tym zarząd Pasty wysłał listy do abonentów telefonicznych, żeby właściciel domu zaniechał dochodzenia pretensji, gdyż w przeciwnym razie Pasta usunie aparaty telefoniczne z tego budynku. W tym roku prasa donosiła też o próbie samobójczej w jednym z mieszkań w budynku.
Książka telefoniczna z 1938/1939 roku listowała kilka firm: „Fabrykę Fornierów” dyrektora M. Breindlera, „Chromax” inżyniera Mieczysława Lipszyca, „Floridor” (kleje roślinne i chemiczne), której właścicielem był Izr. Goldblum. Numery telefonów posiadali m.in.: Róża Zajdel, chemik bakteriolog, asystent w Państwowych Zakładach Higieny, Hilel Lurie, Henryk Warszawski, Jerzy Machlejd, dyrektor zakładów ogrodniczych C. Ulrich założonych w 1805 roku, inżynier budowlany Adam Krajterkraft, dziennikarz Menachem Kipnis, inżynier Zdzisław Kronenberg, Jakub Szlam, a także artysta malarz Maurycy Szlengel. Przed wojną mieszkał tam również jego syn, Władysław Szlengel i jego rodzina (przynajmniej od 1920 roku). Pod tym adresem w warszawskiej książce telefonicznej na rok 1930 widnieje Maurycy Szlengel (artysta). Ojciec Władysława Szlengla wymieniony jest także w książce telefonicznej na lata 1938/1939, mimo że już wtedy nie żył. Znaną osobą był też Menachem Kipnis, śpiewak operowy, fotograf, dziennikarz i etnograf żydowski. Przed wojną mieszkała tam również Irena Śmigielska wraz z rodziną.

## II wojna światowa

### Oblężenie Warszawy
Janusz Korczak w pamiętnikach wspomina, że miał dwa zatargi „z meliną wytwornego domu Waliców 14”, bo w czasie obrony Warszawy we wrześniu 1939 roku „w łajdacki sposób” odmówiono mu pomocy, by konającego żołnierza przenieść do bramy.

### Okres getta warszawskiego
W czasie okupacji niemieckiej, po utworzeniu getta w 1940 roku, kamienica znalazła się w dzielnicy zamkniętej.
Po powrocie z Rosji, ponownie wprowadził się do kamienicy Władysław Szlengel. W Archiwum Ringelbluma zachowała się kartka ze spisem domowników. Kartka wisiała przy dzwonku do drzwi w kamienicy (przypuszczalnie znalazła się tam po lipcu 1942 roku). Sądząc po liczbie domowników, mieszkanie Szlengla w getcie było zatłoczone. Liczba naciśnięć dzwonka informowała, do kogo przyszedł gość: Dzwonić/Lurie 1 raz/Rotsztajn 2 r/Rogozińscy 4/Koplewicz 5/[Władysław] Szlengel 3/[Michał]Brandsteter 3/ Lunia 2 krótkie/ Wanda 2 długie/Służba porządkowa i Werkszuc 6 razy głową. Ocaloną w Archiwum Ringelbluma kartkę należy czytać razem z wierszem Szlengla Dzwonki: Na drzwiach wisiała kartka/czytelna tylko z bliska –/Dzwonek czynny – proszę dzwonić/i trzy nazwiska:/Do pani L. jeden raz,/do pana K. razy dwa,/a do doktora trzy razy[..].
W okresie tworzenia getta do kamienicy wprowadziła się rodzina Dawida Zylberta. On sam w 1940 roku, w wieku 12 lat, uciekł na aryjską stronę, sprzedawał gazety i papierosy na Placu Trzech Krzyży, był jedyny z rodziny, który przeżył wojnę. Edward Reicher wspomina o tym okresie, że w jednym mieszkaniu przy Waliców 14 mieszkało kilka rodzin, w sumie 14 osób.
Kamienica została wyłączona z getta i włączona „aryjskiej” części miasta wraz z całym małym gettem w sierpniu 1942, w trakcie wielkiej akcji deportacyjnej.

### Okres powstania warszawskiego
Kamienica była jednym z głównych punktów polskiej obrony w czasie powstania warszawskiego. Znajdowały się tam stanowiska powstańców z batalionu „Kiliński”. Ślepa ściany kamienicy stanowiła barykadę. W czasie walk Niemcom udało się podpalić budynek.
Inne wspomnienie opisuje, że w czasie powstania warszawskiego, 24 września, niemiecka piechota wsparta dwoma czołgami atakowała stanowiska na ul. Waliców. Atak poprzedzany był „goliatem”, którego wybuch zburzył front kamienicy pod numerem 14.

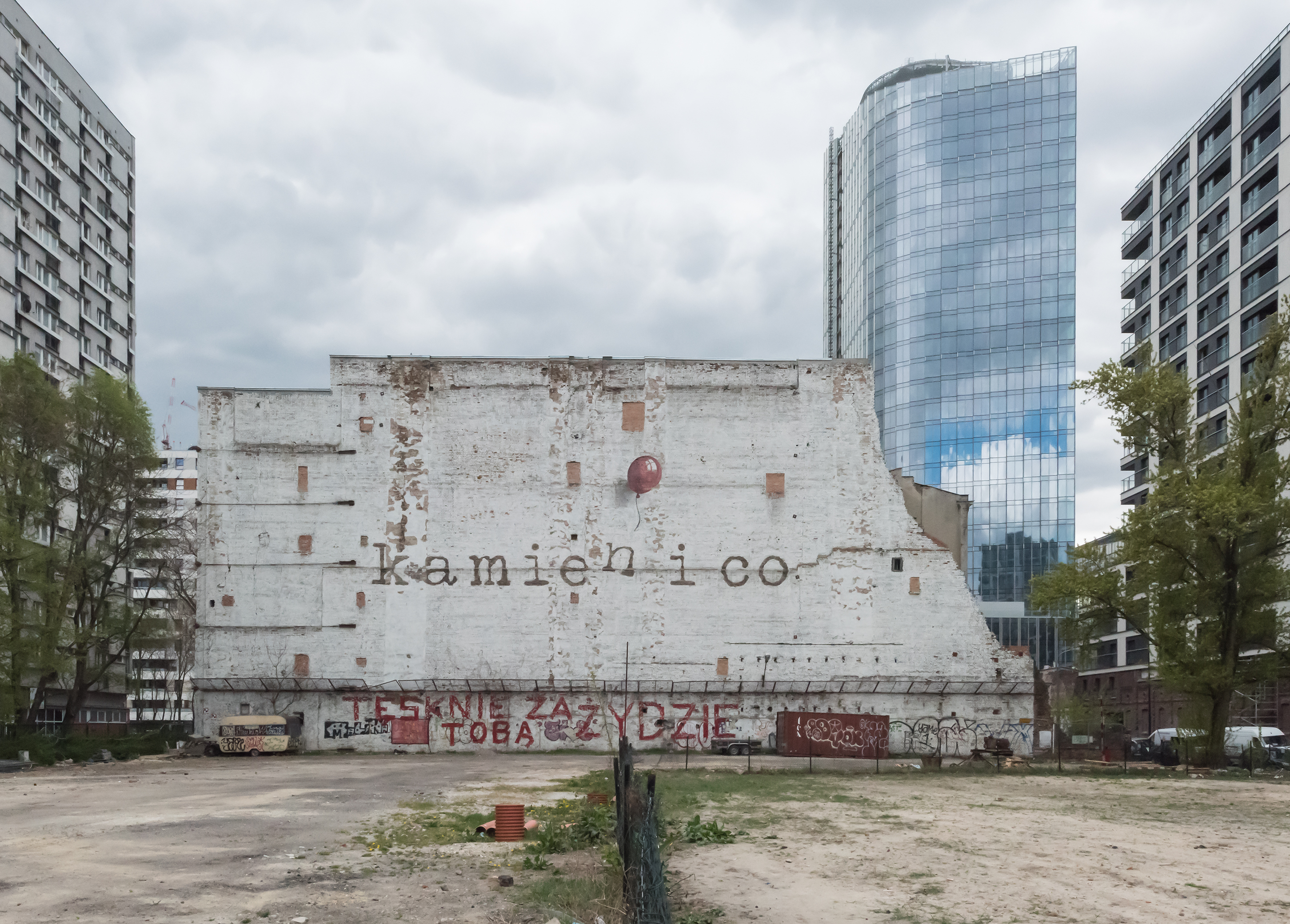
Mural „kamień i co” na bocznej ścianie kamienicy

## Okres współczesny
Po 1945 budynek frontowy nie został odbudowany. Zachowane oficyny pełniły funkcje mieszkalne do 2004 roku. Budynek przez lata nie był remontowany, czego wynikiem była jego postępująca dewastacja.
W maju 2009 roku na ścianie kamienicy od strony ul. Grzybowskiej powstał mural przedstawiający czarny napis „kamień i co” oraz błyszczący, czerwony balonik. Na ścianie budynku umieszczono tablicę informującą o jego historii i powstaniu muralu, która w późniejszym okresie została zniszczona przez wandali.
W 2012 roku kamienice przy ul. Waliców 10, 12, 14 i 17 zostały wpisane do gminnej ewidencji zabytków.
W 2016 roku wykładowcyPolitechniki Mediolańskiej zainicjowali Waliców Project, podczas którego studenci architektury z Mediolanu i Warszawy w czasie wspólnych warsztatów przygotowywali projekty ochrony, upamiętnienia i rewaloryzacji kamienic przy ul. Waliców 10, 12 i 14.
W 2018 roku budynek został wpisany do rejestru zabytków, o co zabiegały ruchy miejskie.
Kamienica znajduje się w zasobie dzielnicy Wola. W 2025 nie było do niej roszczeń przedwojennych właścicieli.

## Galeria

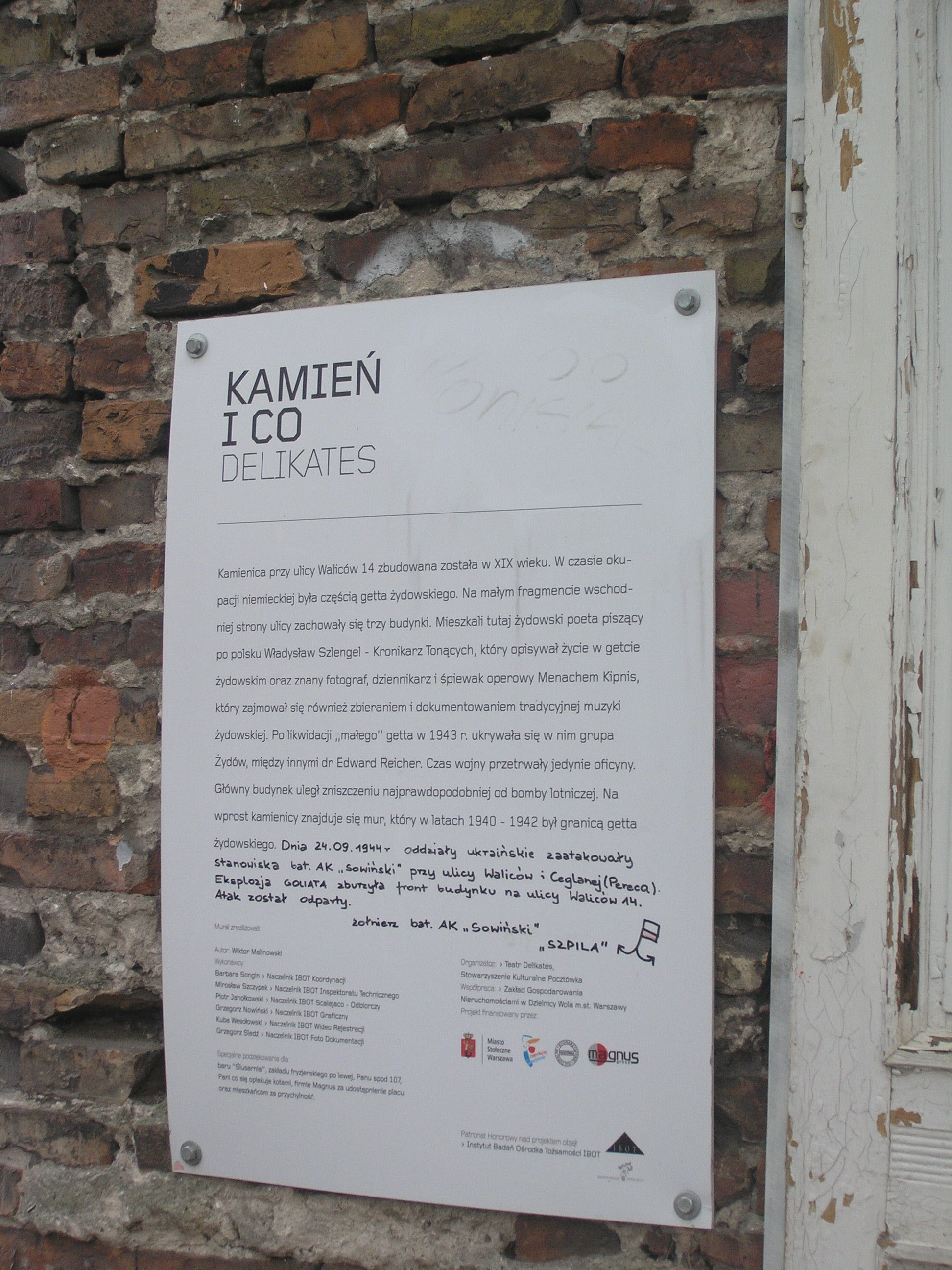
Tablica umieszczona na kamienicy w czasie akcji „Kamień i co” (marzec 2010)
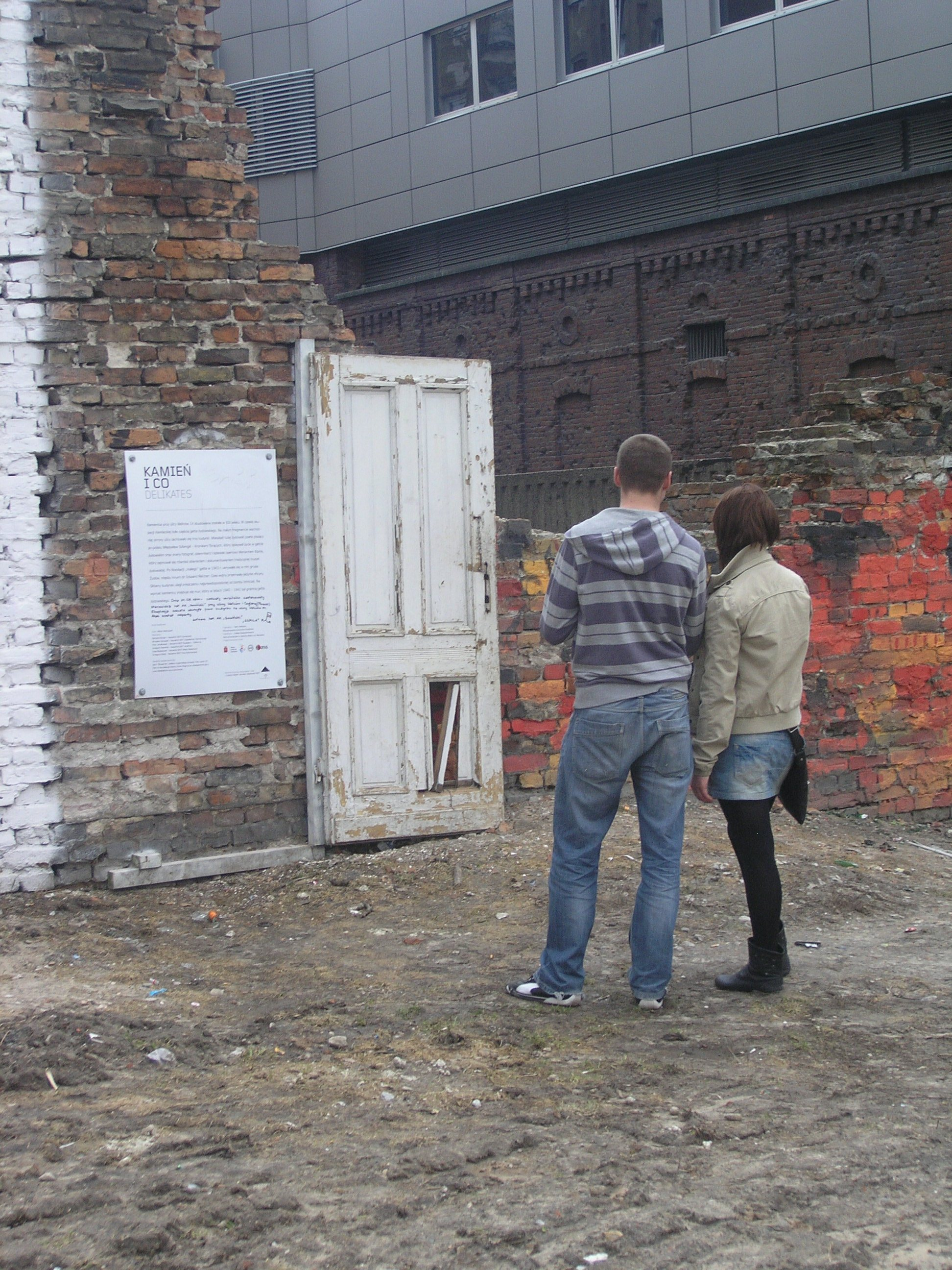
Tablica umieszczona na kamienicy w czasie okazji akcji „Kamień i co” (marzec 2010)
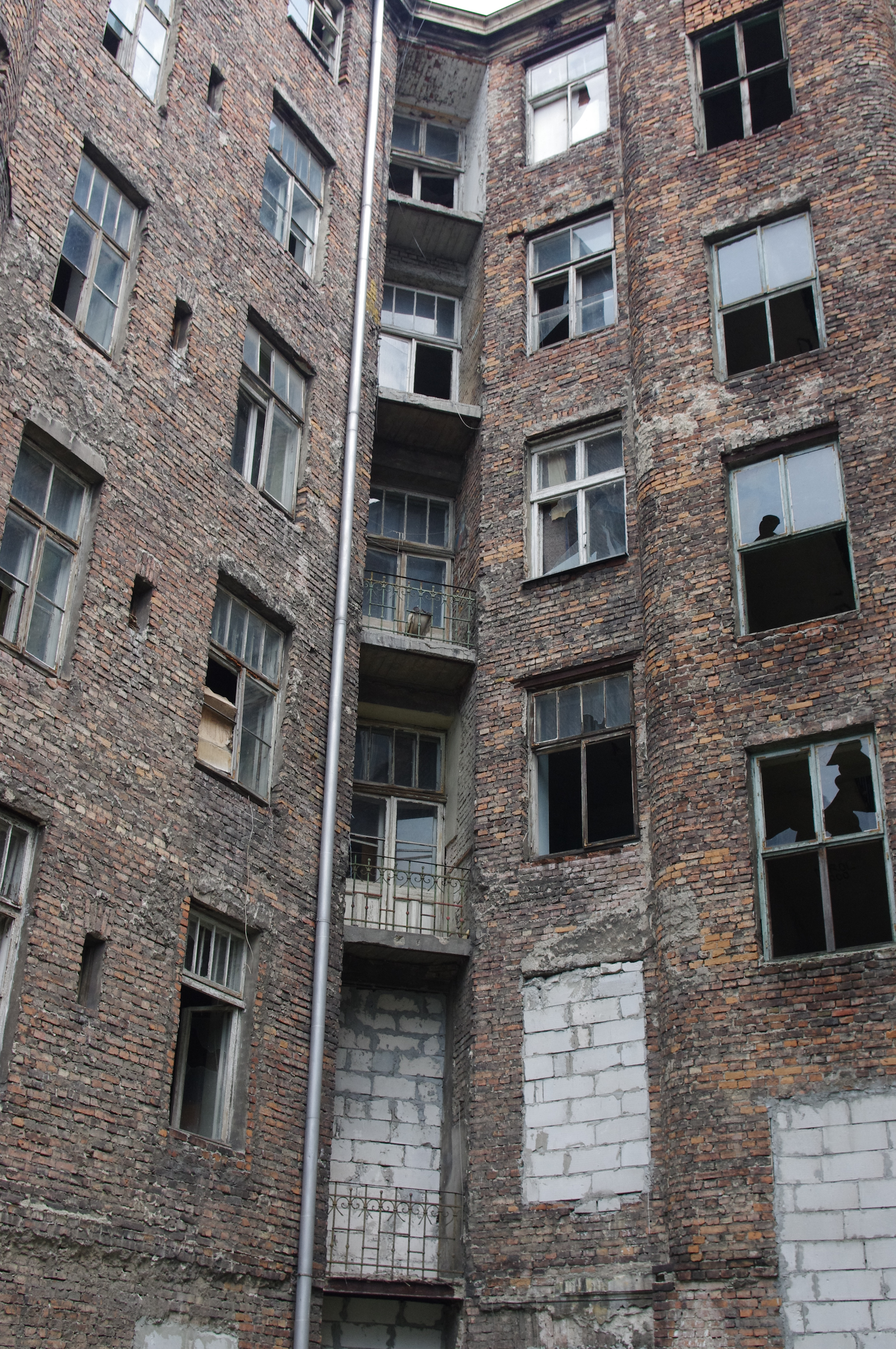
Kamienica w lipcu 2012 roku
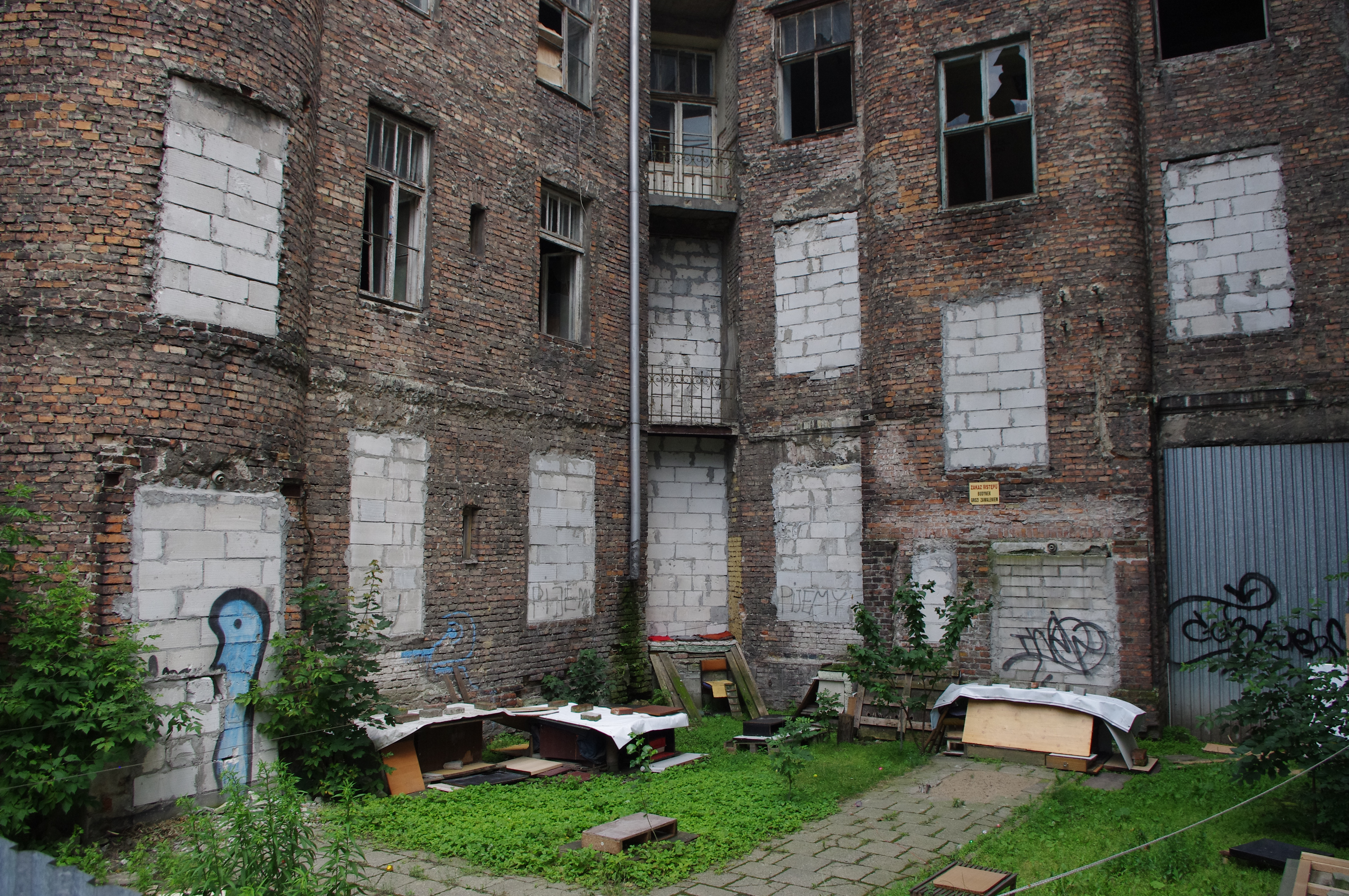
Kamienica w lipcu 2012 roku